# Terminologia Anatomica
A Terminologia Anatomica (TA) az emberi anatómiában használt elnevezések nemzetközi standardja. Megalkotása a Federative Committee on Anatomical Terminology (FCAT) (Anatómiai Nevezéktan Szövetségi Bizottsága) és az International Federation of Associations of Anatomists (IFAA) (Anatómusok Nemzetközi Szövetsége) munkájának eredménye. Az anatómiai és különösen a klinikai szaknyelvben ma is domináns a korábbi nevezéktanok (nomenclaturák, „nomina anatomica” ; Bázeli, Jénai, Párizsi) kifejezéseinek használata.